# Walvis Bay
Walvis Bay (afrikaans: Walvisbaai, tyska: Walfischbucht) är en stad i Namibia och en av de få djuphamnarna i landet. Den var landets tredje största stad vid folkräkningen 2011 (efter Windhoek och Rundu) och har cirka 60 000 invånare, och den största kuststaden i landet. 
Walvis Bay med omgivningar annekterades av Storbritannien år 1878 och inkorporerades officiellt i Kapkolonin 7 augusti 1884. År 1910 blev Walvis Bay en exklav till Sydafrika och  officiellt en del av Kapprovinsen. När Namibia (tidigare Sydvästafrika) blev självständigt 1990 blev Walvis Bay kvar som en del av Sydafrika. Efter självständigheten började lokala affärsmän och politiker kräva en lösning på Walvis Bay-frågan, och staden överfördes den 28 februari 1994 till Namibia.
Walvis Bay är en viktig hamnstad (en naturlig djupvattenhamn) och har en rik havsmiljö. Orten är populär för kitesurf och vindsurfning.